# Francesco Vitucci
Francesco Vitucci, detto Frank (Venezia, 5 aprile 1963), è un allenatore di pallacanestro italiano, coach di Treviso.

## Carriera
Ha iniziato ad allenare le giovanili della Reyer Venezia e, sempre per la squadra orogranata, a ricoprire il ruolo di vice, per sette anni a cavallo degli anni ottanta e novanta, di tecnici del calibro di Primo, Zorzi, Skansi e De Sisti. In seguito diviene anche lui stesso head coach della squadra lagunare, centrando l'obiettivo della promozione in A1 nel 1996.
Dopo il fallimento della Reyer Venezia, passa all'Andrea Costa Imola. Con la squadra romagnola, in quel momento al "top", riesce a partecipare ai play-off scudetto, alla Coppa Korać e alla Coppa Saporta. Poi dal 2002 al 2004 fa una esperienza a Scafati.
Dal 2003 è assistant-coach alla Benetton Treviso. Nel novembre 2007, dopo l'esonero di Alessandro Ramagli, per un breve periodo è head-coach dei verdi della Marca.
Nel gennaio 2010, Vitucci viene esonerato dal ruolo capo allenatore della Benetton dopo sette anni di onorata appartenenza allo staff biancoverde prima come assistente poi come capo-allenatore.
Nell'estate 2010 la società Scandone Avellino gli affida la panchina per le stagioni 2010-2011 e 2011-2012 di Serie A, in sostituzione di Cesare Pancotto.
Il 7 giugno 2012 diventa il nuovo allenatore della Pallacanestro Varese, firmando un contratto valido per due stagioni. Con Vitucci alla guida, Varese vince il girone d'andata della stagione 2012-2013 con 26 punti (13 vittorie, 2 sconfitte) davanti alla Dinamo Sassari. Al termine del campionato la squadra è sempre prima con 46 punti finali, accedendo ai play-off in cui viene eliminata da Siena in semifinale (4-3 a favore dei toscani). Il 2 luglio rescinde il contratto con la società lombarda per poi passare alla Scandone Avellino, con la quale firma un contratto biennale. Il 25 marzo 2015 rescinde il contratto con la società irpina.
Il 14 dicembre 2015 diventa allenatore dell'Auxilium Torino in Serie A. Lascia la società piemontese il 22 maggio 2017, dopo una stagione e mezzo in cui ha collezionato 22 vittorie su quarantanove partite totali.
Il 14 dicembre diventa il nuovo coach della New Basket Brindisi, ultima in classifica con due vittorie in dieci partite, sostituendo l'esonerato Sandro Dell'Agnello e firmando un contratto valido fino al 2019. Dopo la salvezza ottenuta, nel 2019, a seguito dei risultati positivi conseguiti nella stagione, un quinto posto, una finale di Coppa Italia e i quarti di finale playoff persi contro Sassari, prolunga il proprio contratto con la squadra brindisina sino al 2022, dopo le altre tre positive stagioni, proroga inizialmente la permanenza fino al 2024. Ma dopo essere arrivato settimo e aver perso i quarti contro la Virtus Bologna, lascia la guida della squadra il 29 maggio 2023, attraverso un comunicato della società che annuncia la rescissione consensuale.
A fine stagione, diventa nuovo allenatore della Universo Treviso Basket, firmando un 2+1 e tornando sulla panchina veneta dopo 18 anni. Nella prima stagione dopo lo 0-9 iniziale, si salva con un record di 12-9 nelle ultime 21 partite arrivando tredicesimo. Nella seconda stagione dopo aver lottato a lungo per un posto ai playoff, crolla nel finale di stagione arrivando decimo sempre a 24 punti. Alla fine della stagione arriva la rescissione consensuale.

## Palmarès

### Squadra
- Supercoppa italiana: 1

Treviso: 2006

### Individuale
- Miglior allenatore della Serie A: 2

Varese: 2013
Brindisi: 2021